# BlackBerry PlayBook
Il BlackBerry PlayBook è un tablet della Research In Motion (RIM), un'azienda canadese che produce elettronica di consumo, nota per gli smartphone BlackBerry. Il dispositivo utilizza un nuovo sistema operativo, il BlackBerry Tablet OS, basato sul sistema QNX Neutrino ed è stato pubblicato negli Stati Uniti il 19 aprile 2011.

## Caratteristiche
Il terminale si caratterizza per la sua versatilità e per l'ampio supporto di diverse specifiche software.

### Specifiche hardware e software
Il terminale è munito di una camera frontale da 3 megapixel (chat video tramite Wi-Fi) e una camera posteriore da 5 megapixel con la quale è possibile registrare video a 1080p, è dotato di una varietà di sensori, come l'accelerometro, sensore di movimento a 6 assi (giroscopio) e bussola digitale (magnetometro), mentre il processore è un Texas Instruments OMAP4430 per quanto riguarda le connessioni wireless si hanno Wi-Fi 802.1 a/b/g/n e Bluetooth 2.1+EDR, il quale tramite un aggiornamento software è diventato Bluetooth 3.0 (con il firmware BlackBerry Tablet OS 2.0), mentre la batteria ha una capacità di 5300 mAh, che permette un'autonomia di 12 ore circa, in linea con i concorrenti
Il PlayBook BlackBerry supporta la riproduzione di video ad alta risoluzione (H.264, MPEG4, WMV HDMI) e audio (MP3, AAC 5.1, WMA 5,1), viene inoltre munito di una micro-porta HDMI per l'uscita video HDMI.

Inoltre supporta le tecnologie Adobe Flash 10.1 (supporto completo e aggiornato alla versione 11,1 con il firmware 1.0.8), HTML 5, SO POSIX, SMP, OpenGL, WebKit e Adobe Mobile AIR.
Dal 9 agosto 2012 è disponibile per il solo mercato canadese il BlackBerry PlayBook 4G LTE, che differisce dal modello wi-fi per la possibilità di usufruire delle reti mobili LTE (700, 1700 MHz) e HSPA+ (800, 900, 1700, 1900, 2100 MHz), per il processore da 1,5 GHz e per essere disponibile nel solo formato da 32 GB, mentre la batteria è stata ridotta a 4800 mAh.
Nonostante vari annunci fatti dal CEO Thorsten Heins, a luglio 2013 viene annunciato il mancato aggiornamento del tablet al nuovo sistema operativo BlackBerry 10.

### Bridge
Questo terminale può essere usato in associazione ad uno smartphone BlackBerry tramite l'app BlackBerry Bridge tramite il Bluetooth, in modo da avere le funzionalità e-mail, calendario, rubrica telefonica, internet tramite la rete mobile, ecc, inoltre è possibile utilizzare tutte le applicazioni e file dello smartphone tramite il PlayBook.
Questa caratteristica nel caso il terminale sia usato da più soggetti, permette un rapido interscambio e aggiornamento dello stesso tramite la sincronizzazione con il nuovo smartphone BlackBerry, successivamente con il sistema operativo 2.0 queste funzionalità vennero integrate direttamente nel PlayBook.

### Applicazioni (App)
Il terminale può utilizzare diversi tipi di applicazioni, da quelle appositamente studiate per il PlayBook, alle applicazioni degli smartphone BlackBerry tramite la funzione "Bridge" ed inoltre grazie all'applicazione DOSBox, può eseguire programmi e giochi nativi per MS-DOS fino a Windows 3.11 permettendo anche d'installare Windows 95 e 98, successivamente con l'aggiornamento del sistema operativo alla versione 2.0 la compatibilità si estese anche alle applicazioni Android riconvertite tramite "BlackBerry Runtime for Android Apps", mentre in via non ufficiale venne resa possibile l'emulazione di videogiochi della PlayStation.

### Accessori
Per il terminale sono stati prodotti diversi accessori, dalle custodie (di varia tipologia) e gusci protettivi per il table, caricabatterie e supporti a ricarica rapida ed supporti per l'autoveicolo. Da marzo 2012 la casa produttrice ha reso disponibile una tastiera fisica con tanto di touchpad, abbinata ad una custodia, il che rende il tablet del tutto simile ad un netbook.

## Sicurezza
Poiché tramite il "BlackBerry Bridge" (applicazione che collega il tablet allo smartphone), gli accessi di posta elettronica, calendario e contatti derivano direttamente da un telefono BlackBerry, per questo garantisce la stessa sicurezza dello smartphone.
Risulta essere il primo (da settembre 2011) e momentaneamente anche l'unico dispositivo tablet a ricevere la certificazione FIPS 140-2, che lo rende ammissibile per l'utilizzo da parte degli Stati Uniti presso le agenzie governative federali. Inoltre il governo australiano ha approvato l'uso del PlayBook, dato che è l'unico tablet che rispetta il suo standard di sicurezza. Il governo russo sta ipotizzando di vietare l'iPad per motivi di sicurezza e promuovere il PlayBook.
"Ken Koke" responsabile del parco auto della "Chatham-Kent Police Service", in associazione alla "Mobile Innovation" ha equipaggiato le volanti con il PlayBook, che assieme agli smartphone BlackBerry ha permesso di ridurre i tempi di risposta e migliorare l'efficienza del servizio.
Nel 2012 un'indagine condotta da Context Information Security elegge il Playbook come il tablet più sicuro in commercio, superando l'iPad e il Samsung Galaxy Tab.

## Ricezione
Nel primo giorno di vendita sono stati registrati circa 50.000 ordini, oltre le aspettative di RIM, tuttavia dopo una tiepida accoglienza del mercato, le unità vendute nel secondo trimestre 2011 sono state venduti 200.000 dispositivi, attualmente il mercato australiano è l'unico che ha apprezzato questo dispositivo.
A seguito delle vendite globali deludenti, RIM ha lanciato diverse campagne di riduzione dei prezzi, ottenendo una buona risposta da parte del mercato indiano, prolungando di fatto l'offerta, con la maggiore vendita (quasi triplicata) di dispositivi grazie a queste campagne sconti nel 2012 la riduzione di prezzo viene applicata anche in Italia a partire dal mese di aprile, portando il prezzo della versione a 16 GB a 199 euro.
Nel giugno del 2012 viene dichiarato come il modello da soli 16 GB non verrà più prodotto, in quanto risulta meno apprezzato, mentre le unità vendute hanno raggiunto il milione.